# Leia Já
Leia Já ou Portal Leia Já é um site de notícias do Recife, Brasil. Em 2019, ganhou o Prêmio Vladimir Herzog de Arte, pela livro de reportagem em quadrinhos "Tira", concedido a Nathallia Santos Fonseca, Eduardo Nascimento e Roberta Veras.